# NFL sezona 1938.
NFL sezona 1938. je 19. po redu sezona nacionalne lige američkog nogometa. 
Sezona je počela 9. rujna 1938. Utakmica za naslov prvaka NFL lige odigrana je 11. prosinca 1938. u New Yorku na stadionu Polo Grounds. U njoj su se sastali pobjednici istočne divizije New York Giantsi i pobjednici zapadne divizije Green Bay Packersi. Pobijedili su Giantsi rezultatom 23:17 i osvojili svoj treći naslov prvaka NFL-a.

## Poredak po divizijama na kraju regularnog dijela sezone
| Istočna divizija    |     |     |     |      |     |     |
| Momčad              | Pob | Por | Ner | %    | P+  | P-  |
| New York Giants*    | 8   | 2   | 1   | 80,0 | 194 | 79  |
| Washington Redskins | 6   | 3   | 2   | 66,7 | 148 | 154 |
| Brooklyn Dodgers    | 4   | 4   | 3   | 50,0 | 131 | 161 |
| Philadelphia Eagles | 5   | 6   | 0   | 45,5 | 154 | 164 |
| Pittsburgh Pirates  | 2   | 9   | 0   | 18,2 | 79  | 169 |

| Zapadna divizija   |     |     |     |      |     |     |
| Momčad             | Pob | Por | Ner | %    | P+  | P-  |
| Green Bay Packers* | 8   | 3   | 0   | 72,7 | 223 | 118 |
| Detroit Lions      | 7   | 4   | 0   | 63,6 | 119 | 108 |
| Chicago Bears      | 6   | 5   | 0   | 54,5 | 194 | 148 |
| Cleveland Rams     | 4   | 7   | 0   | 36,4 | 131 | 215 |
| Chicago Cardinals  | 2   | 9   | 0   | 18,2 | 111 | 168 |

Napomena: * - pobjednici konferencije, % - postotak pobjeda, P± - postignuti/primljeni poeni

## Prvenstvena utakmica NFL-a
- 9. prosinca 1938. New York Giants - Green Bay Packers 23:17

## Statistika

### Statistika po igračima

#### U napadu
- Najviše jarda dodavanja: Clarence Parker, Brooklyn Dodgers - 865
- Najviše jarda probijanja: Byron White, Pittsburgh Pirates - 567
- Najviše uhvaćenih jarda dodavanja: Don Hutson, Green Bay Packers - 548

### Statistika po momčadima

#### U napadu
- Najviše postignutih poena: Green Bay Packers - 223 (20,3 po utakmici)
- Najviše ukupno osvojenih jarda: Green Bay Packers - 376,1 po utakmici
- Najviše jarda osvojenih dodavanjem: Washington Redskins - 139,6 po utakmici
- Najviše jarda osvojenih probijanjem: Detroit Lions - 172,1 po utakmici

#### U obrani
- Najmanje primljenih poena: New York Giants - 79 (7,2 po utakmici)
- Najmanje ukupno izgubljenih jarda: New York Giants - 184,4 po utakmici
- Najmanje jarda izgubljenih dodavanjem: Chicago Bears - 81,5 po utakmici
- Najmanje jarda izgubljenih probijanjem: Detroit Lions - 98,3 po utakmici

## Vanjske poveznice
- Pro-Football-Reference.com, statistika sezone 1938. u NFL-u
- NFL.com, sezona 1938.